# Pteleopsis
Pteleopsis  es un género  de plantas con flores en la familia de las  Combretaceae.   Comprende 20 especies descritas y de estas, solo 3 aceptadas.

## Taxonomía
El género fue descrito por Adolf Engler y publicado en Abhandlungen der Königlichen Akademie der Wissenschaften zu Berlin 25. 1894. La especie tipo es: Pteleopsis variifolia Engl. 

## Especies aceptadas
A continuación se brinda un listado de las especies del género Pteleopsis aceptadas hasta noviembre de 2013, ordenadas alfabéticamente. Para cada una se indica el nombre binomial seguido del autor, abreviado según las convenciones y usos.
- Pteleopsis anisoptera (Welw. ex M.A.Lawson) Engl. & Diels
- Pteleopsis diptera (Welw. ex M.A.Lawson) Engl. & Diels
- Pteleopsis myrtifolia (M.A.Lawson) Engl. & Diels